# 마이클 그랜트 테리
마이클 그랜트 테리(Michael Grant Terry, 1984년 8월 30일 ~ )는 미국의 배우이다.